# Occacaris
Occacaris é um gênero de artrópodes bivalves que viveram durante o período Cambriano na China.‭‬

## Descrição
Occacaris é conhecido como um bivalve por conta da sua concha que foi formada a partir de duas peças, uma dos dois lados do corpo. Ele também possuía dois apêndices voltados para cima, projetados na frente, que podem ter sido usados para caçar pequenos animais ou coletar pedaços de matéria orgânica.